# Dangerous - The Short Films
Dangerous - The Short Films è una raccolta di video musicali del cantautore Michael Jackson, tratti dall'album Dangerous del 1991 e pubblicata dalla Epic Records per la prima volta in VHS, Laser Disc e VCD nel 1993 e dal 2001 anche in formato DVD.

## Descrizione
Fu la prima collezione di video del cantante estratti da un solo album ad essere realizzata in home video, nonostante anche i precedenti album Off the Wall (1979), Thriller (1982) e Bad (1987) avessero generato dei singoli con relativi video di grande successo. Alcuni dei video tratti dall'album Thriller (la title track e Beat It) vennero inseriti nella VHS Making Michael Jackson's Thriller del 1983, mentre alcuni spezzoni di video tratti dagli album Off the Wall, Thriller e Bad (tra cui Smooth Criminal, Speed Demon e Leave Me Alone nella loro interezza) vennero inseriti nel lungometraggio di Jackson, Moonwalker del 1988 e nella sua relativa versione home video pubblicata dal 1989 in poi.

### Contenuti
Dangerous - The Short Films contiene la versione integrale di tutti i videoclip realizzati per i singoli estratti dall'album Dangerous, ovvero: Black or White, Remember the Time, In the Closet, Jam, Who Is It, Heal the World (sia nella versione originale che in quella live all'halftime show del Super Bowl XXVII), Give In To Me, Will You Be There e Gone Too Soon.
Vi sono inclusi anche i "making of" dei video principali, alcune apparizioni live dell'artista, come la sua partecipazione ai Grammy Awards 1993, dove ricevette il Grammy Legend Award, un premio alla leggenda, e quella ai NAACP Image Awards dello stesso anno, il teaser trailer dell'album Dangerous diretto da David Lynch, un breve video della canzone Dangerous su immagini dal Dangerous World Tour e alcuni spezzoni delle pubblicità della Pepsi con protagonista Jackson, privi però dei riferimenti alla bibita. 
Per la riedizione DVD del 2001 l'audio della video compilation venne completamente rimasterizzato in 5.1 Dolby Digital, così come per tutte le riedizioni in DVD di precedenti raccolte di video di Jackson, e venne inoltre aggiunto come extra un menù con la discografia del cantante.

## Tracce
1. Dangerous - The Short Films (intro realizzato utilizzando il teaser trailer dell'album Dangerous diretto da David Lynch nel 1991) – 0:36
2. Brace Yourself (accompagnato dalle note di O Fortuna del Carmina Burana di Carl Orff) – 3:16
3. Reazione dei media a Black or White – 3:14
4. Black or White (feat. Macaulay Culkin, George Wendt e Tyra Banks) – 11:06
5. The Making of Black or White (con John Landis) – 3:41
6. 35th Annual Grammy Awards (1993 - presentatrice: Janet Jackson) – 11:54
7. Heal the World (live all'halftime del Super Bowl XXVII del 1993) – 5:06
8. The Making of Remember the Time (con John Singleton) – 2:32
9. Remember the Time (feat. Eddie Murphy, Iman e Magic Johnson) – 9:12
10. Will You Be There – 6:06
11. The Making of In the Closet (con Herb Ritts) – 2:54
12. In the Closet (feat. Naomi Campbell) – 6:12
13. Introduzione a Gone Too Soon e intervista a Ryan White – 1:00
14. Gone Too Soon – 2:58
15. The 25th NAACP Image Awards (1993) – 1:04
16. The Making of Jam – 3:18
17. Jam (feat. Michael Jordan, Heavy D, Kris Kross e Wade Robson) – 8:00
18. Introduzione con commento di Michael Jackson a Heal the World – 0:51
19. Heal the World – 6:40
20. Give In to Me (feat. Slash, Gilby Clarke e Teddy Andreadis) – 5:44
21. I'll Be There (interpretata solo da Michael Jackson - con spezzone di video dallo spot per la Pepsi Cola del 1992) – 1:21
22. Who Is It – 6:37
23. Dangerous (con spezzoni di video dal Dangerous World Tour) – 4:27
24. Why You Wanna Trip on Me (con spezzone di video dallo spot per la Pepsi Cola intitolato Pepsi Dreams del 1992) – 0:52
25. Why You Wanna Trip on Me (titoli di coda) – 3:30